# Tabernakul
Tabernakul (lat. tabernaculum - šator, ili hrv. svetohranište) u Katoličkoj Crkvi označava prostor u kojemu se čuvaju posvećene hostije za svetu pričest. Riječ je o malenim, obično umjetnički oblikovanim nišama, s ukrašenim vratašcima koja se zaključavaju.
Svetohranište nema neko liturgijsko značenje pa se svi nakloni za vrijeme svete mise rade isključivo prema oltaru, a ne svetohraništu. Ali, vjernici se pri ulasku u crkvu moraju pokloniti Kristu u svetohraništu, jer je Krist doista prisutan u preostalim hostijama, no ta prisutnost nema svoju ulogu u liturgiji niti važnost u tumačenju i doživljavanju sv. mise.

## Povijest
Svetohranište je nastalo iz praktične potrebe, jer je trebalo na dostojno mjesto spremiti posvećeni kruh koji se poslije nosio bolesnicima. Nije nastalo odmah, nego s vremenom. Kako su ljudi sve manje dolazili pričestiti se, pobožnost euharistijskog klanjanja sve je veću važnost dobivalo od euharistijskog pričešćivanja. Zbog toga je i svetohranište zauzima važnije mjesto u arhitekturi crkve.
U romaničkim crkvama tabernakul je bio udubina u zidu zatvorena zastorom u korskom prostoru ili pak svojevrsni zidni ormar.
U gotičkim crkvama tabernakul je samostojeće spremište izrađeno od kamena.
Od 14. stoljeća tabernakul se seli na oltar i postaje, posebice od razdoblja baroka, dijelom oltarnog retabla, podno oltarne slike.
Od Drugoga vatikanskog sabora u novim crkvama, gdje god je to moguće, tabernakul se smješta u posebnu pokrajnju kapelu ili pak na rub oltarnoga prostora.
Šest prvih četvrtaka, također nazvana Čin zadovoljštine za Isusove rane i za Svetu Euharistiju, katolička je pobožnost koja nudi djela zadovoljštine i koja ima svoje podrijetlo u Kristovim ukazanjima bl. Aleksandrini da Costa u Balazaru, u Portugalu, 1949. Ovu pobožnost svetim ranama kroz euharistijsko klanjanje (osobito učinjeno ispred najzaboravljenih i napuštenih svetohraništa) Crkva je odobrila, a Isus je dao nekoliko obećanja onima koji prakticiraju pobožnost prvog četvrtka, od kojih jedno uključuje spasenje duše u trenutku smrti.